# IC 5220
IC 5220 је спирална галаксија у сазвјежђу Тукан која се налази на листи објеката дубоког неба у Индекс каталогу.
Деклинација објекта је - 59° 43' 22" а ректасцензија 22h 28m 2,4s. Привидна величина (магнитуда) објекта IC 5220 износи 14,4 а фотографска магнитуда 15,1. IC 5220 је још познат и под ознакама ESO 146-25, PGC 68925.